# آقای الف
 آقای الف  اولین فیلم سه بعدی تاریخ سینمای ایران، به کارگردانی علی عطشانی، تهیه‌کنندگی سعید شرفی‌کیا و با طراحی سه بعدی بابک محقق ساخت سال ۱۳۹۱ است.

## خلاصه فیلم
امیر ادیب تاجر جوان ایرانی در حالی که قرار است در مزایده بزرگ بورس شرکت کند، با شخصی روبرو می‌شود که به او می گوید تا دو هفته دیگر خواهد مرد...

## بازیگران
- پوریا پورسرخ  در نقش امیر
- لیلا اوتادی  در نقش گلرخ
- شاهین نجومی در نقش کرباسیان
- نیما شاهرخ‌شاهی  در نقش دکتر
- مهران رجبی در نقش مرد پیشگو
- مهدی فقیه در نقش پدر امیر
- خشایار راد در نقش صفامهر
- حسام شجاعی در نقش براتی
- مهدی مقدم در نقش خودش

## جشنواره‌ها
«آقای الف» به عنوان اولین فیلم سه بعدی تاریخ سینمای ایران در سی و یکمین دوره جشنواره فیلم فجر شرکت کرد. اولین نمایش آثار حاضر در این جشنواره، به این فیلم اختصاص داشت که صبح روز ۱۳۹۱/۱۱/۱۲ در تالار ایوان شمس برای مخاطبان و اهالی رسانه به نمایش درآمد. نشست خبری فیلم سینمایی «آقای الف»، بعدازظهر همان روز در سالن همایشهای بین‌المللی برج میلاد تهران با حضور خبرنگاران رسانه‌ها برگزار شد.
طبق مدارک و بریده جراید موجود در این صفحه اولین فیلم‌های سه بعدی ساخت ایران از سال ۱۳۷۷ در انجمن سینمای جوان تهران با کارگردانی فرامرز قهرمانی فر آغاز و ادامه یافت (لینک به صفحه وب سایت مربوط به بریده جراید و تلویزیون)
سال ۱۳۸۰
فیلم مستند سه بعدی «بعد سوم» به کارگردانی بهروز صمد مطلق و با کارشناسی سه بعدی فرامرز قهرمانی فر آماده جشنواره فیلم‌های آموزشی تربیتی رشد شد. این فیلم سه بعدی به سفارش دفتر تکنولوژی آموزشی وزارت آموزش و پرورش ساخته شد که می‌توان به فیلمبرداری بسیار خوب آقای محمدرضا سکوت اشاره کرد.
سال ۱۳۸۳
تولید ویدئو کلیپ سه بعدی مذهبی از عتبات عالیات به سفارش مرکز گسترش سینمای مستند و تجربی.
سال ۱۳۸۵ الی ۱۳۸۸
پروژه عکاسی سه بعدی و فیلمبرداری سه بعدی از حرم مطهر امام رضا به سفارش مرکز گسترش سینمای مستند و تجربی به منظور فتوکلیپ سه بعدی آناگلیف با موسیقی محمدرضا علیقلی و صدای اذان مؤذن‌زاده اردبیلی
سال ۱۳۸۹
فیلمبرداری سه بعدی فیلم سینمایی «در امتداد شهر» و آموزش فیلم سه بعدی به منظور ارتقاء دانش هنری Stereoscopy و ایجاد انگیزه تولید فیلم‌های سه بعدی بلند سینمایی نزد فیلمسازان ایران …
سال ۱۳۸۹
کلیپ سه بعدی افتتاحیه مراسم تجلیل از چهره‌های ماندگار به سفارش دفتر دائمی چهره‌های ماندگار و صدا و سیمای جمهوری اسلامی ایران
سال ۱۳۹۰
تیزر تبلیغاتی پارک ساحلی آفتاب در سینمای تفریحی چهار بعدی الماس شرق - مشهد
سال ۱۳۹۱
ساخت اولین فیلم سه بعدی ایران در ژانر اکشن / هنرهای رزمی با حضور قهرمانان واقعی رشته‌های هنرهای رزمی ایران.